# Orimarga niveibasis
Orimarga niveibasis là một loài ruồi trong họ Limoniidae. Chúng phân bố ở miền Australasia.